# Vinzentinerinnen Graz

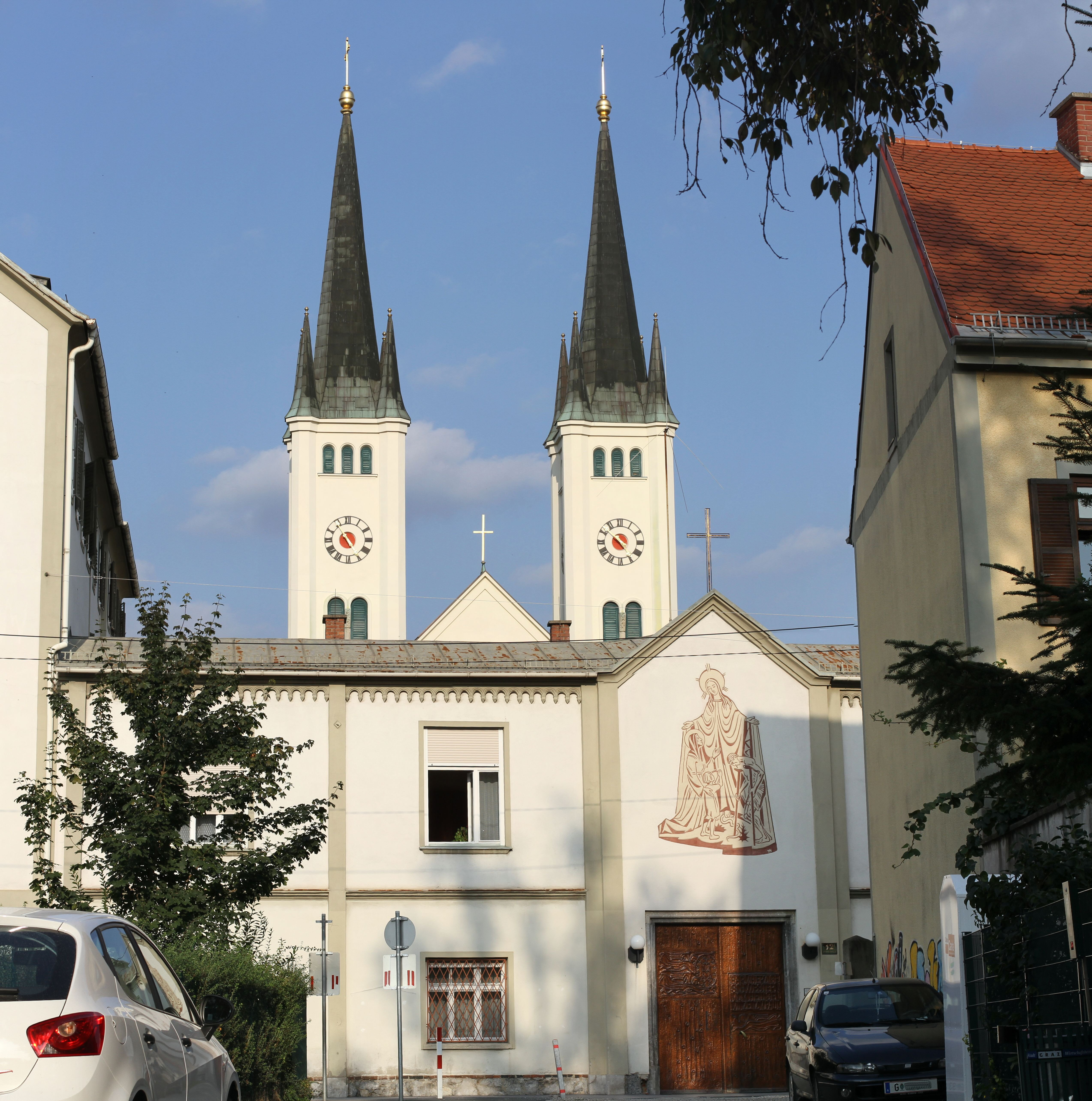
Konvent und Kirche der Barmherzigen Schwestern

Das Konvent der Barmherzigen Schwestern vom hl. Vinzenz von Paul im vierten Grazer Gemeindebezirk Lend ist eine Niederlassung der Barmherzigen Schwestern (Töchter der christlichen Liebe) vom Hl. Vinzenz von Paul FdC (BHS/TdchL).
Die Kirche zur Unbefleckten Empfängnis ist die Klosterkirche.
Unmittelbar neben dem Konvent befinden sich das österreichische Provinzhaus und Kloster der Lazaristen.

## Geschichte der Niederlassung
1841 wurde von Maria Josefa, Gräfin Brandis, mit Unterstützung der Barmherzigen Schwestern München, eine Niederlassung gegründet, und ihnen wurde das Zivilkrankenhaus übergeben.
Der Konvent war Provinzialat der Provinz Graz, seit 2004 war er Sitz der Provinz Graz-Salzburg, zusammen mit den Barmherzigen Schwestern Salzburg/Schwarzach, und seit 2011 ist er Sitz der Provinz Graz-Mitteleuropa, zusammen mit den Niederlassungen in Ungarn, Rumänien und der Krankenhausbetreuung Istanbul.
Heute umfasst die Niederlassung (in der ganzen Diözese Graz-Seckau):
- Konvent und Provinzhaus Graz-Lend, Provinzialat, mit Ausbildungsgemeinschaft Haus St. Josef und Exzerzitienhaus
- Luisenheim Graz-St. Leonhard (Internat)[3]
- Betreuung am Kindergarten Mariengasse der Caritas, Graz[4]
- Maria Rast in Dult Gratkorn (Alten- und Erholungsheim für die Schwestern)[5]
- Schulverein Dobl (Volks- und Hauptschule, GmbH);[6]
- Betreuung an der Pfarre St. Margarethen an der Raab (Pfarrhaushalt, Pfarrarbeit)[7]
- Betreuung an der Pfarre Wundschuh (Kirchendienst)[8]

## Konvent der Barmherzigen Schwestern
Das Klostergebäude wurde von 1856 bis 1858 nach den Plänen Karl Schaumburgs erbaut. Wie die Kirche wurde es im Zweiten Weltkrieg schwer beschädigt und wieder aufgebaut. Zu Beginn der 1960er Jahre erfolgten Um- und Neubauten. Das Konvent umschließt einen Innenhof, in welchem die Kirche steht. Im Marienhaus befindet sich eine Kapelle zur Unbefleckten Empfängnis mit einem spätgotischen Holzkruzifix von Tilman Riemenschneider (1480–1483).
Das Gebäude Mariengasse 12 steht unter Denkmalschutz.

## Kirche Unbefleckte Empfängnis
In nächster Nachbarschaft zur Lazaristenkirche steht die Kirche der Barmherzigen Schwestern. Die Kirche ist der unbefleckten Empfängnis geweiht und wurde im Jahr 1860 nach den Plänen des Architekten Karl Schaumburg erbaut. Bei Bombentreffern im Jahr 1944 blieben nur die neoromanischen Türme der Hauptfassade verschont. Der zerstörte Kirchenraum wurde in den zwischen 1952 und 1954 nach den Plänen von Karl Lebwohl als schlichte Staffelhalle neu aufgebaut. Die Türme sind von Spitzhelmen gekrönt. Diverse Sandsteinfiguren vom Künstler Josef Papst zieren die Kirche. Am Tympanonrelief befinden sich Darstellungen des heiligen Josef von Nazaret mit dem Jesuskind und Johannesknaben aus der zweiten Hälfte des 19. Jahrhunderts.
Der Kircheninnenraum besteht aus drei Schiffen und vier Jochen mit Apsis. An der mit Mosaiken geschmückten Chorwand steht eine Statue der Maria Immaculata von Jakob Gschiel aus dem Jahr 1859. Der Tabernakel ist mit einer Emailarbeit vom Künstler Franz Rogler versehen. Die Reliefs stammen von Johann Franz und die Holzfiguren der Heiligen Joseph und Vinzenz von Paul wurden von Jakob Geschiel gefertigt. Die Kreuzwegbilder wurden von Anton Hafner und die Sandsteinfiguren der zwölf Apostel von Josef Papst gestaltet.
In der Gruftkapelle, die der Schmerzhaften Mutter geweiht ist, befindet sich ebenfalls eine Sandsteinfigur von Papst, die den auferstandenen Christus darstellt (1956). Die vierjochige Kapelle ist mit einem spätbarocken Kruzifix und einer Pietà aus Sandstein ausgestattet.
Die Kirche steht ebenfalls unter Denkmalschutz.

## Weitere Baudenkmäler
Ebenfalls unter Denkmalschutz stehen die Figurenbildstöcke und der Pavillon.